# هندسة التكهنات

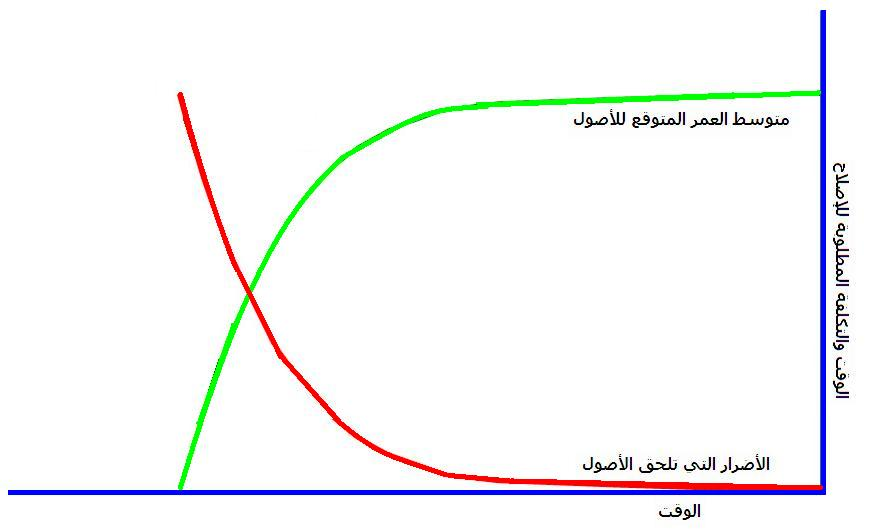
منحنى متوسط العمر المتوقع للأصول مقابل منحنى الأضرار التي تلحق الأصول

هندسة التكهنات (بالإنجليزية: Prognostics)‏ هو مجال هندسي يركز على توقع الوقت المتاح لنظام ما أو مكون ما حتى يصل إلى مرحلة حيث هذا النظام أو المكون لن يؤدي وظيفته المقصودة. هذا النقص في الأداء في معظم الأحيان وراء الفشل حيث لم يعد النظام قادرا على أن يتم استخدامه لتحقيق الأداء المطلوب. والوقت المتوقع يصبح العمر الإنتاجي المتبقي (بالإنجليزية: Remaining Useful Life RUL)‏، وهو مفهوم هام في عملية صنع القرار للتخفيف من حدة الطوارئ. وهندسة التكهنات هي وسيلة تسمح بتقييم اعتمادية النظام تحت ظروف التطبيق الفعلي.